# Perkins King
Perkins King (* 12. Januar 1784 in New Marlboro, Massachusetts; † 29. November 1857 in Freehold, New York) war ein US-amerikanischer Jurist und Politiker. Zwischen 1829 und 1831 vertrat er den Bundesstaat New York im US-Repräsentantenhaus.

## Werdegang
Perkins King wurde ungefähr vier Monate nach dem Ende des Unabhängigkeitskrieges in New Marlboro geboren. Er verfolgte eine akademische Laufbahn. King studierte Jura und erhielt seine Zulassung als Anwalt. 1802 zog er nach Greenville, wo er als Anwalt praktizierte. Er arbeitete 1815 als Stadtschreiber (town clerk) und saß 1827 in der New York State Assembly. Politisch gehörte er der Jacksonian-Fraktion an.
Bei den Kongresswahlen des Jahres 1828 für den 21. Kongress wurde King im 11. Kongresswahlbezirk von New York in das US-Repräsentantenhaus in Washington, D.C. gewählt, wo er am 4. März 1829 die Nachfolge von Selah R. Hobbie antrat. Er schied nach dem 3. März 1831 aus dem Kongress aus.
Zwischen 1838 und 1847 war er als Bezirksrichter im Greene County tätig. Danach nahm er wieder seine Tätigkeit als Anwalt auf. Er starb am 29. November 1857 in Freehold und wurde auf dem Snyder Cemetery beigesetzt.